# Coptorhina auspicata
Coptorhina auspicata är en skalbaggsart som beskrevs av Louis Albert Péringuey 1901. Coptorhina auspicata ingår i släktet Coptorhina och familjen bladhorningar. Inga underarter finns listade i Catalogue of Life.